# Ion Dumitru (poet)
Ion Dumitru (n. 27 august 1937) este un poet, jurnalist și editor român din județul Argeș. În 2014 a fost decorat de Traian Băsescu cu Ordinul Național „Serviciul Credincios” – în grad de Cavaler.

## Biografie
S-a născut în satul Boteni fiind al patrulea copil al lui Ioan A. Dumitru și al Elenei Dumitru.

## Studii
Urmează primele clase primare la școala din Ciumești - Muscel, iar clasele  IV - VII la școala din Boteni - Muscel, după care se înscrie la Școala profesională pentru cauciuc din Brașov. Din 1952 până în 1955 este elev la Școala Medie Tehnică de Marină Comercială Constanța. În 1954 se înscrie, în paralel la cursurile Liceului Mircea cel Bătrân din Constanța. Din 1957 urmează cursurile fără frecvență ale Facultății de Geografie, Geologie, secundar Biologie, de la Universitatea din București.

## Activitate profesională
Între 1955 și 1959 a fost angajat pe vasele flotei fluviale NAVROM, ca marinar.
În 1961 cere azil politic în Germania, iar aprobarea o primește în 1962. Urmează cursul elementar de germană la Universitatea din München și cursuri de limba engleză la Cambridge Institut. Din 1964 a lucrat la Radio Europa Liberă din München ca monitor, senior monitor, adjunct șef de secție până în 1991, iar apoi pe post de crainic și producător, secretar al departamentului românesc, până în 1995.